# 레오 버미스터
리오 버미스터(Leo Burmester, 1944년 2월 1일 ~ 2007년 6월 28일)는 미국의 배우이다.
루이빌에서 태어났으며 뉴욕에서 사망하였다. 사인은 백혈병이다.

## 출연 작품
- 애프터매스 (2013년) - 셔리프 역
- 레드 벳시 (2003년)
- 아웃 오브 디즈 룸스 (2002년)
- 시티 바이 더 씨 (2002년) - Lt. 캣 역
- 갱스 오브 뉴욕 (2002년)
- 림보 (1999년) - 하몬 킹 역
- 올드 맨 (1997년)
- 노인 (1997년)
- 사랑의 기도 (1997년)
- 스위치 킬러 (1997년)
- 데블스 에드버킷 (1997년)
- 미스트라이얼 (1996년)
- 트루먼 (1995년)
- 네온 바이블 (1995년)
- 밤으로의 비행 (1993년)
- 퍼펙트 월드 (1993년) - 톰 애들러 역
- 패션 피쉬 (1992년)
- 제99조 (1992년)
- 미녀 드라큐라 (1992년)
- 법과 질서 (1990년)
- 햄릿 (1990년)
- 특수 기동대 트럭원 (1989년)
- 심연 (1989년) - 캣피쉬 드 브리스 역
- 인생의 반전 (1988년)
- 그리스도 최후의 유혹 (1988년)
- 브로드캐스트 뉴스 (1987년) - 제인의 아빠 역
- 달콤한 자유 (1986년)
- 하우스 오브 굿 (1984년)
- 다니엘 (1983년)
- 홍키 통키 프리웨이 (1981년)
- 광란자 (1980년)

### 텔레비전
- SOS 해상 구조대 (1989년)